# Fissicaudus hanzhongensis
Fissicaudus hanzhongensis är en stekelart som beskrevs av Chou och Qiao Ping Xiang 1982. Fissicaudus hanzhongensis ingår i släktet Fissicaudus och familjen bracksteklar. Inga underarter finns listade i Catalogue of Life.